# Nicola Furlotti
Nicola Furlotti (Verona, 1901 – Verona, 20 gennaio 1977) è stato un militare italiano.

## Biografia
Nicola Nino Furlotti, aderente al fascismo e squadrista della prima ora, fondò la squadra fascista denominata la Disperata a Verona. Nel 1920 prese parte agli scontri con i socialisti e all'assalto a Palazzo Barbieri, occasione in cui morì il deputato socialista Policarpo Scarabello. Emarginato durante il regime a causa del suo estremismo, con la nascita della Repubblica Sociale Italiana venne promosso al grado di maggiore e nominato capo della polizia di Verona dal prefetto Piero Cosmin. In questa veste comandò il plotone d'esecuzione che fucilò i gerarchi condannati al Processo di Verona, dando personalmente il colpo di grazia a Galeazzo Ciano.
Nel corso del 1944 venne arrestato dagli stessi fascisti a causa della sua condotta, venendo poi condannato a morte da un tribunale partigiano fuggirà e successivamente nel maggio 1947 in contumacia verrà condannato trent'anni, si rese latitante fino alla successiva amnistia del 1959. Negli anni successivi rilasciò diverse interviste sul processo e l'esecuzione dei gerarchi. Nel 1963 Gian Franco Venè pubblicò su ABC il suo memoriale.